# 95 Tauri
95 Tauri är en gulvit underjätte i Oxens stjärnbild.
95 Tau har visuell magnitud +6,15 och befinner sig på ett avstånd av ungefär 155 ljusår.